# Oppertshausen
Oppertshausen este o comună din landul Renania-Palatinat, Germania.